# 大網広道
大網 広道（おおよさみ の ひろみち）は、奈良時代の貴族。姓は公。官位は外従五位下・主計助。

## 出自
大網氏は上毛野朝臣氏の同族とする、渡来系氏族。大網の呼称は摂津国住吉郡大羅郷（現在の大阪市住吉区山之内・杉本・庭井・苅田・我孫子一帯）の地名に因むと推定される。姓は君あるいは公。一族の中には、8世紀後半頃に写経所の経師・校生を務めた者が多く見られる。

## 経歴
孝謙朝末の天平勝宝8歳（756年）4月から淳仁朝初頭の天平宝字3年（759年）12月にかけて写経所の校正に従事した記録があり、天平勝宝8歳（756年）大初位下、天平勝宝9歳（757年）大初位上、天平宝字3年（759年）従八位下の位階にあった。
光仁朝後半の宝亀9年（779年）渤海使・張仙寿を渤海に送り届けるための送高麗客使に任命される（この時の位階は正六位上）。しかし、彼が実際に張仙寿らに同行して渡海したかどうかはっきりせず、その後の昇叙が遅れているところから、発遣が中止された可能性がある。
桓武朝の延暦8年（789年）正月に韓国源・秋篠安人とともに外従五位下に昇叙し、3月主計助に任ぜられている。

## 官歴
『続日本紀』などによる。
- 時期不詳：大初位下
- 天平勝宝8歳（756年）5月：見散位[4]
- 時期不詳：大初位上
- 天平勝宝9歳（757年）6月：見散位[4]
- 時期不詳：従八位下
- 天平宝字3年（759年）：見散位[4]
- 時期不詳：正六位上
- 宝亀9年（778年） 12月17日：送高麗客使
- 延暦8年（789年） 1月7日：外従五位下。3月16日：主計助